# Carruagem de cabos

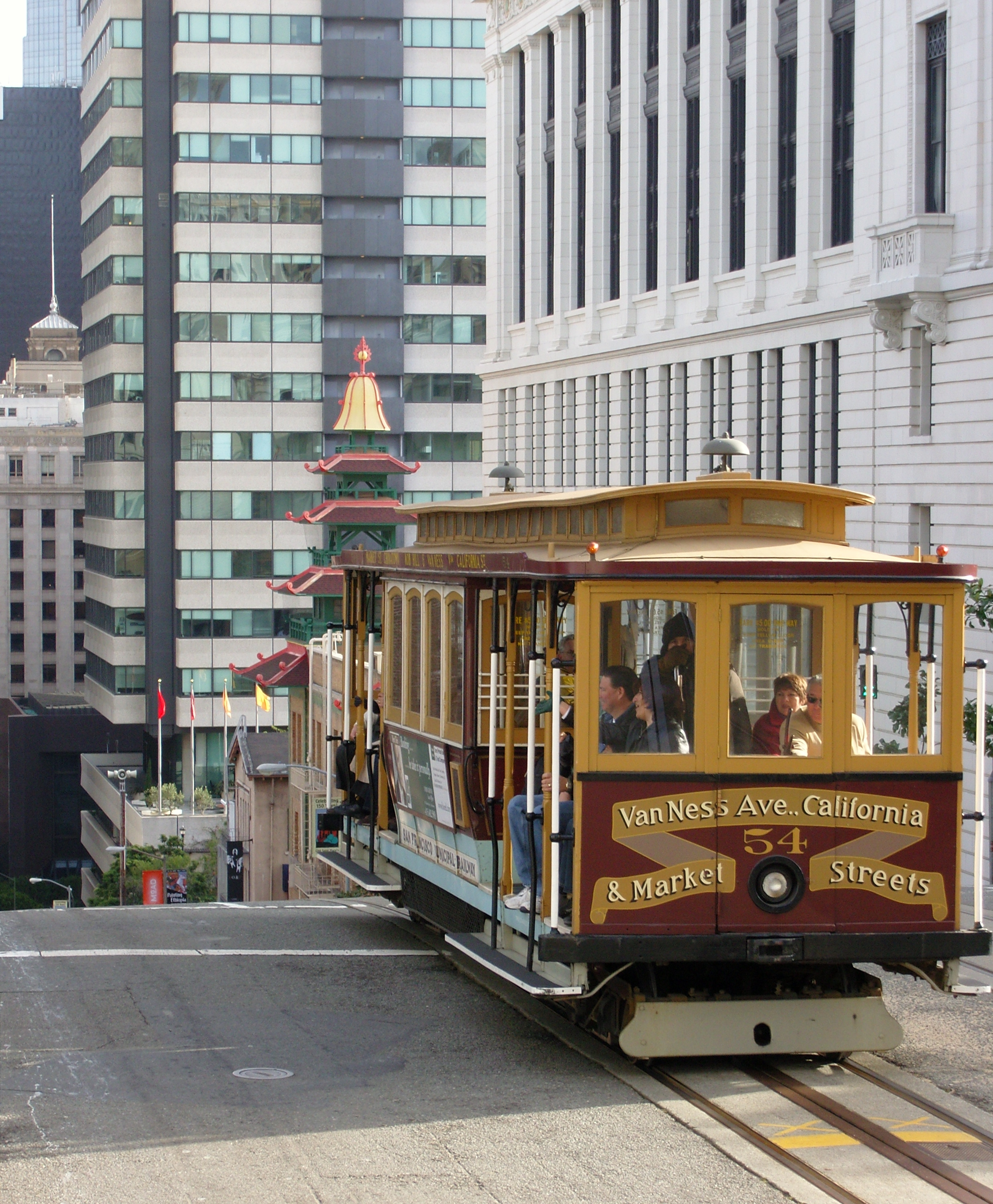
Carruagem de cabos em São Francisco, Estados Unidos.

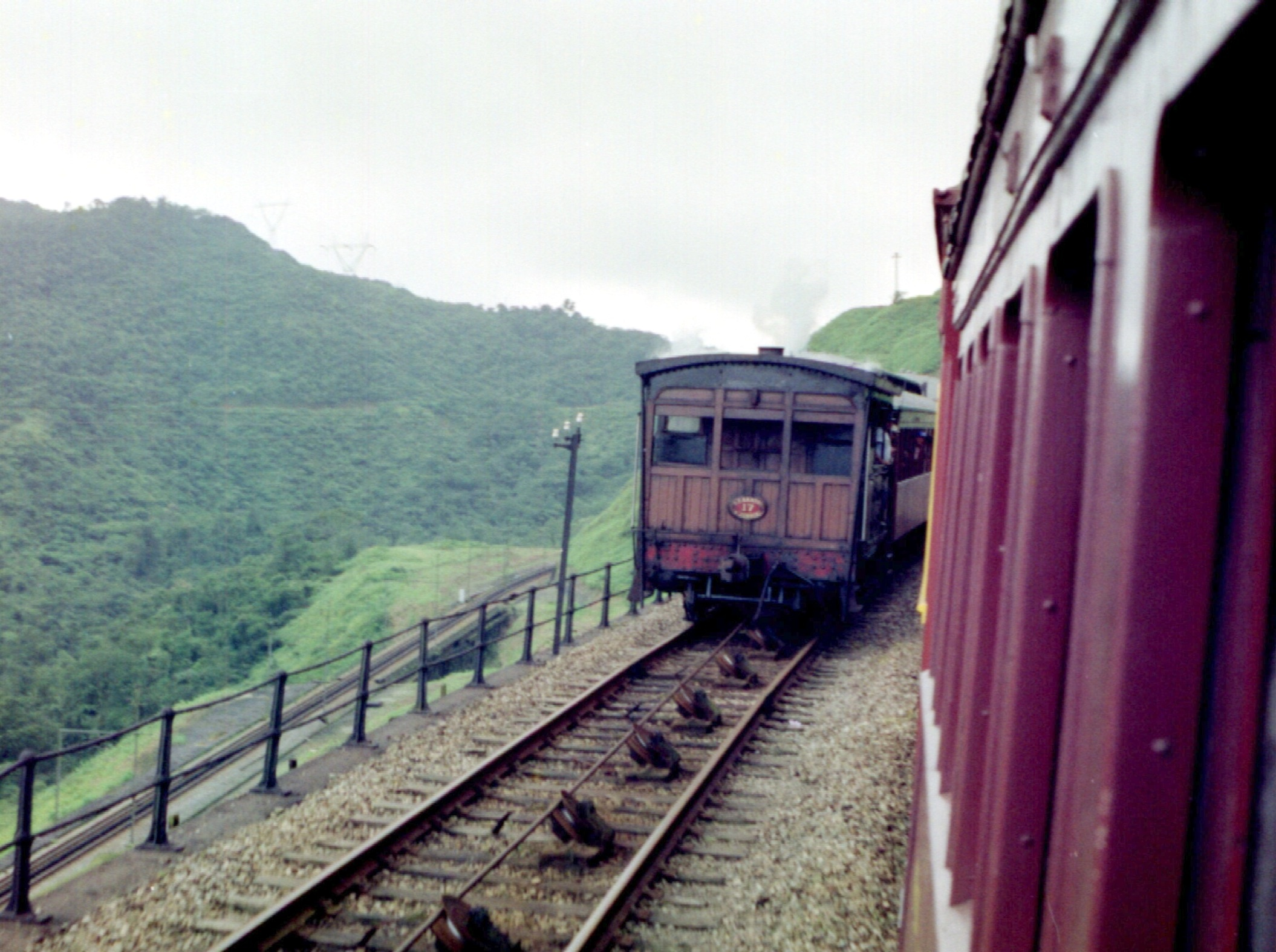
Funicular de Paranapiacaba, no Brasil.

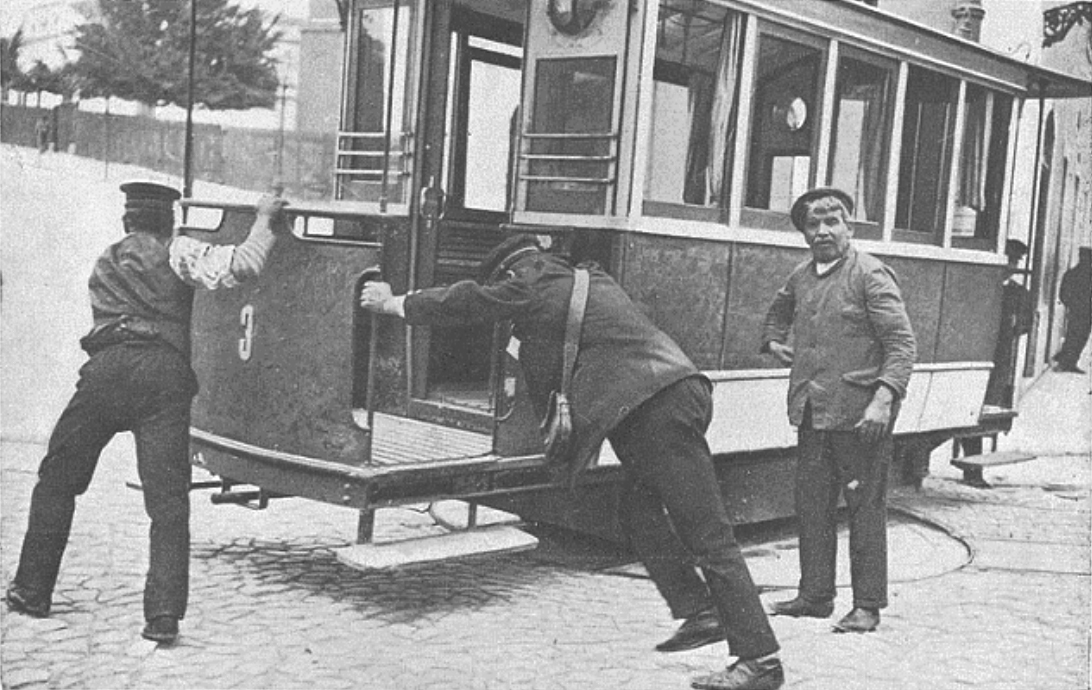
Carro n.º 3 do Elevador da Estrela, em Portugal, virado a braços no término de Estrela, a 3 de julho de 1913, último dia de circulação.

Uma carruagem de cabos é um tipo de carro de cabos em muito parecido ao funicular. Circula sobre carris e a sua carruagem é semelhante à do eléctrico. A locomoção é feita por um sistema de embraiagem que engata (para avançar) ou solta (para parar) um cabo de aço que se situa numa calha entre os carris. Para mudar de direcção basta engatar o cabo da respectiva linha.

## Por país

### Brasil
É um sistema de carruagem de cabos que operou até 1970 em São Paulo, no Brasil, originalmente para fins industriais. Hoje em dia já está desactivado, contudo o museu continua a atrair “passageiros” à linha.

### Estados Unidos
A rede de carruagens de cabo da cidade de São Francisco nos EUA é mundialmente conhecida, constando entre as principais atracções da cidade. A primeira secção onde o sistema funcionou foi inaugurado em 1873, e o seu engenheiro era William Eppelsheimer.

### Portugal
Os três “elevadores” de Lisboa (Graça, Estrela, e S. Sebastião), extintos ao virar do século (XIX para XX) e maioritariamente integrados na rede da elétricos da CCFL, usavam esta tecnologia de cabo sem fim: Circulavam na via pública (sobre carris embutidos), com o cabo trator correndo em trincheira coberta, comunicando os vagões com este através de uma fenda. (Método idêntico usam os três ainda existentes elevadores, da Bica, da Glória, e do Lavra, que são porém funiculares, de cabo vai-vem em contrapeso, tal como vertical o Elevador de Santa Justa.)
O mais recente SATU, criado em 2007 em Oeiras (na Grande Lisboa), também utiliza esta tecnologia de cabo sem fim, ciculando porém em canal segregado, um viaduto elevado, ao invés daqueles.